# Vindkraft (dokumentarfilm)
|  | Denne artikel er oprettet af botten Steenthbot ud fra en ekstern database. Den kan derfor have sproglige fejl eller mangler. Denne skabelon kan fjernes efter kontrol af indholdet. |

Vindkraft er en dansk dokumentarfilm fra 1989 instrueret af Jens Ravn efter eget manuskript.

## Handling
Danmark er med i spidsen, når det gælder forskning på vindmølleområdet. I filmen fortælles om vindkraftens energimæssige muligheder: Naturens vedvarende energi og moderne teknologi, tilsammen kan de være med til at sikre os fremtidens rene energiforsyning.